# Мадонна в розарії (Луїні)
«Мадонна в розарії» (італ. Madonna del Roseto) — картина італійського живописця Бернардіно Луїні. Створена близько 1510 року. Зберігається у Пінакотеці Брера в Мілані (в колекції з 1826 року).

## Опис
Ніжна композиція відноситься до вершини раннього етапу творчості Луїні. Ця дошка, ймовірно, була написана для давнього картезіанського храму в Павії, демонструє спробу зосередитись на витонченості сцени, що насичена багатою символікою.
Рослинні деталі несуть в собі серйозний символічний смисл: стінка, уповита трояндами, пов'язана з іконографією hortus conclusus, уособлюючи невинну чистоту Діви Марії; темно-фіолетовий ірис у вазі нагадує про Страсті Христові.
Вплив Леонардо да Вінчі проглядається у виразних обличчях Мадонни і немовляти. Однак образи Леонардо, що надихнули художника, розчиняються в м'якому і реалістичному світловому рішенні і виборі кольорової гами.